# Факаофо (село)
Факаофо (енгл. Fakaofo) је насеље на истоименом атолу смештено у јужном делу Тихог океана. Налази се у саставу територије Токелау која је саставни део Новог Зеланда. Пема подацима из 2013. године, у насељу је живело 515 становника. 70% становништва се изјашњавају као протестанти док су осталих 30% католици.